# Нова пошта
«Нова пошта» — українська приватна компанія з логістики, лідер експрес-доставки за обсягами доставлених посилок в Україні. Компанія надає бізнесу і приватним особам повний спектр логістичних та пов'язаних з ними послуг. Заснована у 2001 році в Полтаві. Входить до групи компаній Nova Group.
«Нова пошта» є також лідером в Україні за швидкістю доставки — до 24 годин між великими містами та до 48 годин між районними центрами.
Станом на 2023 рік компанія має найбільшу в Україні мережу, яка налічує 26 500 відділень та поштоматів.
В першій половині 2022 року, «Нова пошта» започаткувала нову послугу — 3PL контрактну логістику та розширила кількість складів у рамках послуги фулфілменту. Відкрито склади у п'яти містах України: поблизу Києва, у Львові, Вінниці, Кропивницькому та Дніпрі.
«Нова пошта» є одним із найбільших в Україні роботодавців, станом на квітень 2022 року в компанії працювало понад 30000 осіб, а також приблизно 10 000 осіб працюють у партнерських відділеннях.
«Нова пошта» входить до ТОП-20 найбільших платників податків в Україні. За 2021 рік ця група компаній перерахувала до бюджетів усіх рівнів країни 6,4 млрд гривень податків і зборів, а за 6 місяців 2022 року — 2,9 млрд грн.

## Інфраструктура

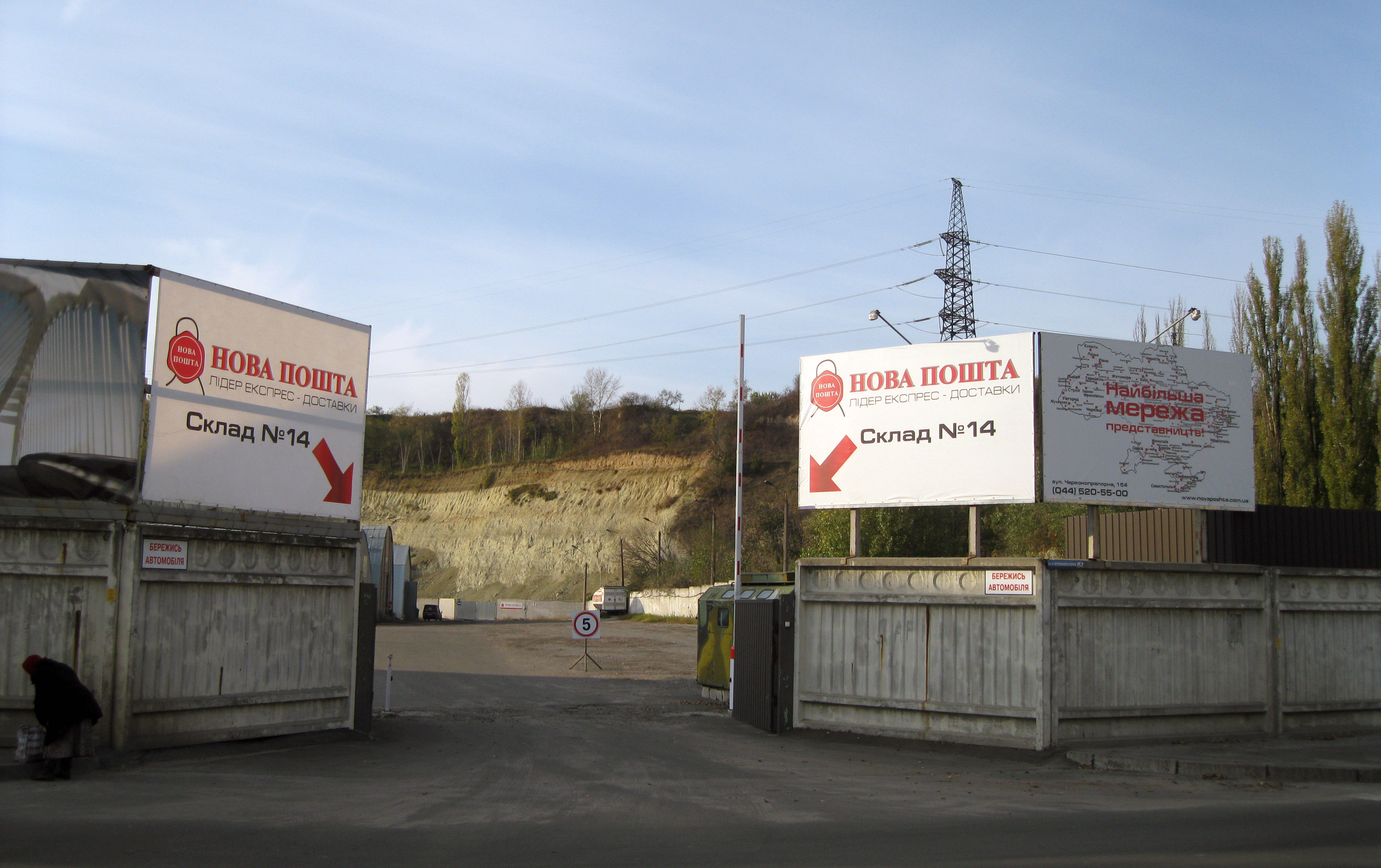
Склад компанії у Києві

«Нова пошта» має потужну сортувальну інфраструктуру у містах-мільйонниках та обласних центрах країни — наразі працюють 110 сортувальних терміналів та депо. Термінали оснащені автоматизованим обладнанням та можуть сортувати від 8,5 тис. до 50 тис. посилок на годину. Найбільші з них у Києві, Львові, Хмельницькому, Харкові та Дніпрі.

Відділення у Чернігові

Крім того, третина терміналів «Нової пошти» вже використовує роботів для сортування дрібних посилок та вантажів.
Влітку 2021 року компанія доставила посилки безпілотником з Києва до Харкова, подолавши відстань у 480 км. У листопаді того ж року «Нова пошта» здійснила друге тестове безпілотне доставлення посилок з Києва до Львова на безпілотному літальному апараті, який подолав відстань у 500 км. Під час цього польоту використовувався безпілотник, що має вертикальний зліт, завдяки чому він здійснив успішний виліт з київського термінала компанії й приземлився на територію львівського термінала.

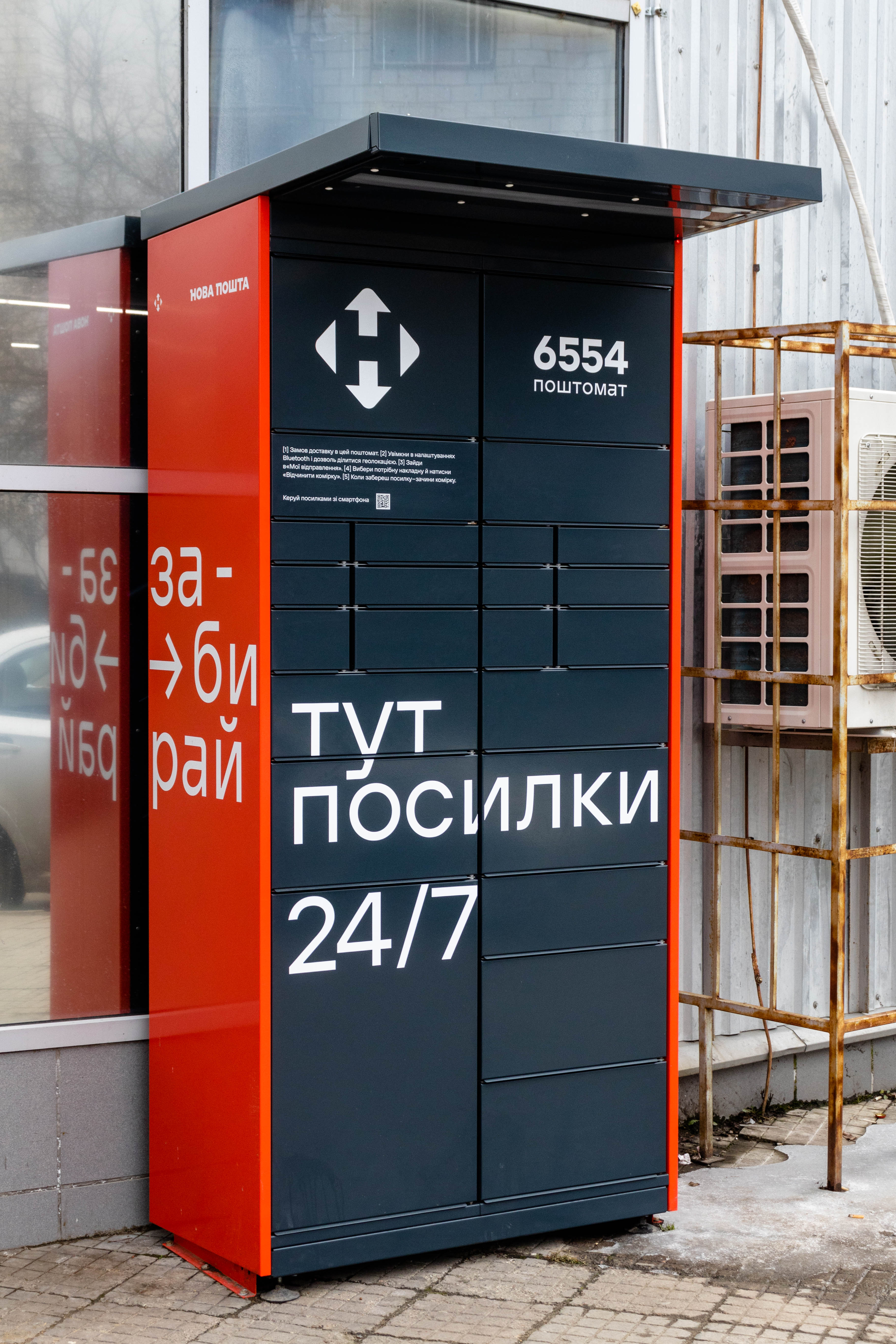
Поштомат компанії у Ізмаїлі

13600 поштоматів по всій Україні встановлені у під'їздах житлових будинків, біля магазинів, на заправках тощо. Через поштомат «Нової пошти» можливо не лише отримувати, а й відправляти посилки та документи. Станом на вересень 2022 року послуга доступна вже у 6 областях України: Київській, Львівській, Одеській, Вінницькій, Дніпропетровській та Полтавській. Відправити посилку з поштомату можливо по всій країні як у відділення, так і в інший поштомат або на адресу отримувача.
У 2022 році, з метою уникнення плутанини, пов'язаної з однаковими назвами міст та вулиць та для прискорення оформлення відправлень, компанія створила свою власну систему цифрових адрес відділень та поштоматів. Це унікальний номер, який складається із спеціального коду населеного пункту та номера відділення або поштомата у ньому.
В 2024 році «Нова пошта» та банк Credit Agricole уклали кредитну угоду на $20 млн. Кредит терміном на 5 років спрямований на розширення логістичних потужностей компанії «Нова пошта» на заході України.
На початок 2024 року мережа «Нової пошти» налічувала 27050 точок сервісу. Упродовж січня–червня 2024 року мережа найбільшого поштово-логістичного оператора України розширилась до 12100 відділень та 18000 поштоматів. До кінця року компанія розраховує наростити її до 36000 точок сервісу. В 2025 році компанія «Нова пошта» (група Nova) розраховує інвестувати в розбудову бізнесу 8 млрд грн.
7 січня 2025 року Нова пошта запустила свою першу сонячну електростанцію потужністю 1 МВт. Сонячна електростанція (СЕС) займає 5000 м2. Вартість проєкту склала 14 мільйонів гривень, планова окупність становить три роки.
20 січня 2025 року українські військові у прифронтових відділеннях “Нової пошти” у Сумській, Харківській, Донецькій, Запорізькій та Херсонській областях зможуть надсилати та отримувати вантажі до 30 кг за 1 гривню. Кількість таких вантажів на місяць буде обмежена. Для цього потрібно згенерувати штрихкод у застосунку Армія+ та показати його оператору відділення.

### Авіакомпанія Supernova Airlines
У жовтні 2021 року, «Нова пошта» зареєструвала власну авіакомпанію «Supernova Airlines», яку планувала використовувати для перевезення міжнародних вантажів.
До повномасштабного вторгнення «Нова Пошта» хотіла взяти в лізинг Boeing 737—800, В757 чи Airbus A321. Плани довелось переглянути через російське вторгнення в Україну. Натомість компанія взяла в лізинг два літаки АН-26 1978-го та 1982-го років.
Фактично, перший політ було виконано в травні 2023 року за маршрутом Рига-Жешув-Рига. Для виконання рейсу Supernova Airlines взяли в оренду разом з екіпажем двомоторного турбогвинтового літака ATR 72 у латвійської авіакомпанії RAF-Avia.
18 вересня 2024 року, згідно повідомлення пресслужби «Нової пошти», авіакомпанія «Supernova Airlines» виконала свій перший рейс на власному літаку Боїнг 737-800SF під прапором України, з українськими реєстраційними знаками UR-NPA. Це був сертифікаційний політ - один з завершальних кроків в процесі введення Державіаслужбою України типу Боїнг 737-800SF до сертифікату експлуатанта авіакомпанії «Supernova Airlines». Авіакомпанія планує розпочати регулярну комерційну експлуатацію літака в зимовому сезоні 2024-2025 року.

### Вихід на європейський ринок

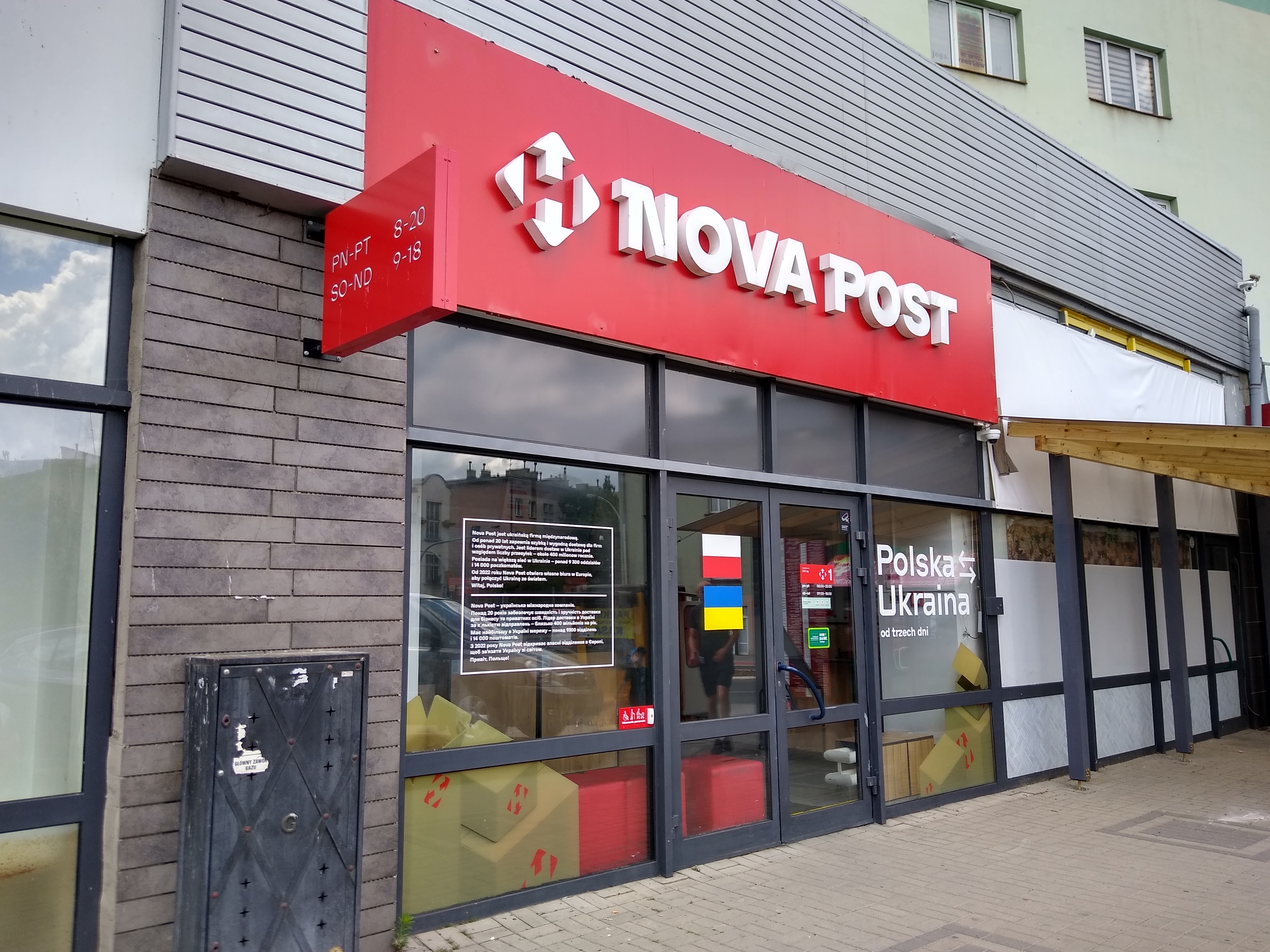
Відділення у Ряшеві

Вперше «Нова пошта» відкрила свої перші відділення в Грузії у 2014 році, але з певних причин вони були закриті. Компанія має бажання знову повернутися на грузинський ринок.
«New Post Moldova» — лідер ринку експрес-доставки Молдови серед приватних компаній. Компанія доставляє у будь-який куточок Молдови за допомогою кур'єрів та розвиває мережу відділень та поштоматів по країні. Вже працює 19 відділень та 150 поштоматів.
З осені 2022 року група компаній Nova вклала понад €10 млн в розвиток міжнародної мережі «Нової пошти». Як повідомляється, щомісяця Nova вкладає у розвиток міжнародної мережі «Нової пошти» близько €1-2 млн.

#### 2022
7 жовтня «Нова пошта» відкрила своє перше відділення у м. Варшаві (Польща) за адресою: м. Варшава, вул. Менцинська (пол. Męcińska), 18.

#### 2023
10 січня «Нова пошта» відкрила перше вантажне відділення у м. Варшава (Польща).
Станом на січень 2023 року, компанія вийшла на ринок Польщі під брендом «Nova Post» та відкрила 30 власних відділень у 18 найбільших польських містах: Краків, Люблін, Гданськ, Вроцлав, Познань, Лодзь та Ряшів. Мета — надати можливість українцям відправляти та отримувати посилки так само легко і зручно, як і вдома. Згідно планів, до кінця 2023 року у країні буде працювати понад 50 відділень «Nova Post».
У лютому 2023 року «Нова пошта» запрацювала у Литві — «Nova Post Lietuva». Перше відділення «Нової пошти» було відкрито 20 березня 2023 року в м. Вільнюсі (Литва).
5 червня відділення «Нової пошти» відкрилося в м. Празі (Чехія) на вулиці Під Вішнею (чеськ. Pod Višňovkou), 1664/29, та на вулиці Поржицькі ворота (чеськ. Poříčskou bránou) 7, 186 00 Praha 8-Karlín
26 червня, «Нова пошта» відкрила перше відділення в Румунії, у місті Бухаресті.
30 червня «Нова пошта» вийшла на ринок Німеччини та відкрила перше відділення у м. Берліні. Відділення Nova Post працює за адресою Charlottenstraße 79/80, 10117. У ньому приватні клієнти та бізнес можуть отримувати та відправляти посилки вагою до 100 кг.
Також компанія «Нова пошта» заявила про плани виходу на ринки Естонії, Латвії.
В липні 2023 року група компаній «Нова пошта» заявила про заснування окремої компанії «Nova Post Europe», завданням якої стане експансія на ринок поштових послуг в Європі.
6 жовтня «Нова пошта» відкрила перше відділення у Словаччині та власну кур'єрську доставку Словаччина стала шостою країною ЄС, де працює Nova Post Europe.
10 листопада «Нова пошта» відкрила своє перше відділення у м. Будапешті (Угорщина).
«Нова пошта» також оприлюднила амбітні плани на відкриття міжнародних відділень в 2024 році, а саме, співзасновниками компанії було заявлено, що до кінця 2023 року «Нова пошта» планує відкрити відділення в Парижі (Франція) та Мілані (Італія), а в наступному році — ще 16 точок за кордоном.
У грудні 2023 року — «Нова пошта» відкрила своє перше відділення в місті Мілані (Італія), таким чином число європейських країн, де присутня «Нова пошта» зросло до одинадцяти.

#### 2024

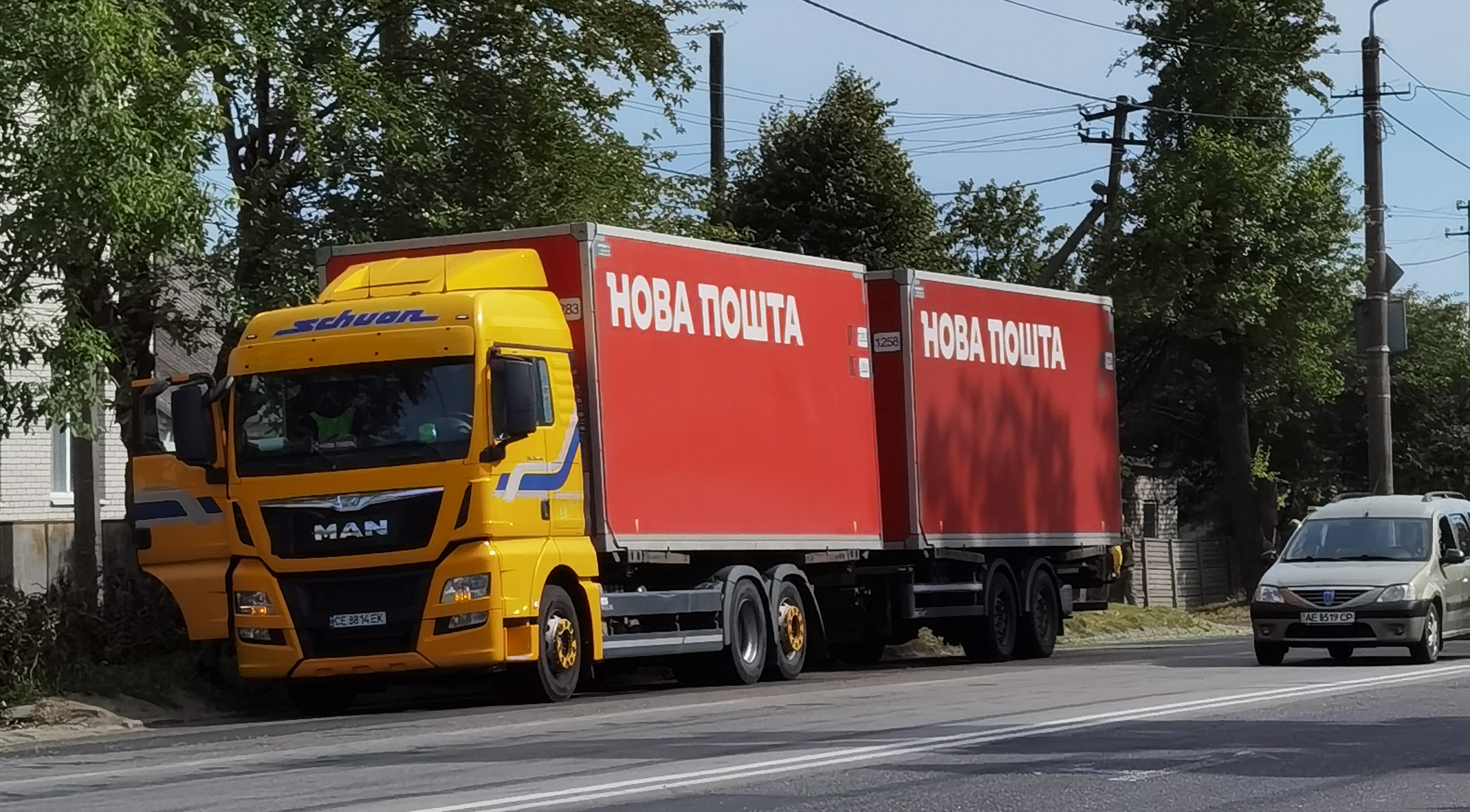
Вантажівка Нової Пошти у Дніпрі

30 квітня компанія відкрила відділення у Барселоні, Іспанія. Вона стала 12 європейською країною, у якій компанія відкрила відділення Nova Post. Перше відділення Nova Post відкрилось в Барселоні за адресою C/Gran de Sant Andreu, 413, Sant Andreu, 08030.
13 травня компанія відкрила два відділення та запустила кур'єрську доставку у Великій Британії. Термін доставки з України у Велику Британію — від 5 днів.
Відділення у Великій Британії (поштове — до 30 кг та вантажне — до 1000 кг) працюють щодня за адресами:
- поштове відділення до 30 кг: 42 Fleet St, Temple, EC4Y 1BT;
- вантажне відділення до 1000 кг: Unit 7, Falcon Court, St. Martin's Way, SW17 0JH.

Після Великої Британії до переліку нових країн, звідки українці зможуть замовляти товари, додалась Канада. Доставка замовлень клієнтів із Канади до України в середньому займає — 10 днів.
27 червня «Нова пошта» вийшла на ринок Японії. Вона стала вже 18 країною, звідки українська компанія-перевізник пропонує доставляти замовлення клієнтів до України.
28 липня «Нова пошта» відкрила відділення в столиці Італії Римі, який став другим містом присутності української компанії в країні після її виходу на італійський ринок з відкриттям першого відділення в місті Мілані в грудні минулого року.
1 жовтня «Нова пошта» вийшла на ринок Австрії. Як повідомила пресслужба компанії, Австрія стала 15-тою країною, де запрацювала «Нова пошта».
Зазначається, що загалом «Нова пошта» вже присутня в таких країнах: Молдова, Польща, Литва, Чехія, Румунія, Німеччина, Словаччина, Естонія, Латвія, Угорщина, Італія, Велика Британія, Іспанія, Франція, Австрія.
29 листопада нове відділення «Нової пошти» запрацювало у самому центрі Вільнюса, яке стало другим у столиці Литви. Ще одне відділення працює в місті Каунасі. 
1 грудня «Нова пошта» відкрила нове відділення у чеському місті Остраві, яке є вже шостим відділенням компанії в Чехії.

#### 2025
3 квітня, згідно повідомлення пресслужби «Нової пошти», компанія відкрила нові відділення в Карлових Варах та у Младі Болеславі (Чехія).
5 квітня, згідно повідомлення пресслужби «Нової пошти», компанія відкрила своє відділення у Мадриді (Іспанія).
9 квітня, згідно повідомлення пресслужби «Нової пошти», компанія відкрила своє друге відділення у Мілані (Італія).

## Інвестиції
В липні 2025 року Європейський банк реконструкції та розвитку (ЄБРР) вирішив надати ТОВ «Нова пошта» кредит обсягом до €50 млн для часткового фінансування інвестиційної програми на 2025–2026 роки.

## Результати діяльності
Добовий рекорд кількості поштових відправлень «Нової пошти» був зафіксований в грудні 2021 року, коли їх кількість за добу склала — 1,8 млн.
За 2021 рік компанія доставила 372 млн посилок та вантажів, в т.ч. 9,3 млн міжнародних посилок та вантажів, це на 32 % більше, ніж у 2020 році. За 6 місяців 2022 року компанія доставила 113 млн посилок та вантажів.
За підсумками 2024 року «Нова пошта» досягла нового рекорду в доставці посилок, виконавши 480 млн відправлень, що на 16 % більше, ніж у 2023 році, коли «Нова пошта» перевезла 412 млн посилок.

## Російські удари по інфраструктурі

### 2023
21 жовтня, російська ракета влучила в інноваційний термінал на Харківщині. В результаті удару загинуло 6 осіб, поранено — 16 осіб, які були доставлені до лікувальних закладів з різними ступенями тяжкості. Всі постраждалі були працівниками терміналу поштового оператора «Нова пошта» та були мешканцями Харкова, Ізюму, Пісочина та Люботина, віком від 19 до 43 років. 22 жовтня 2023 року, компанія «Нова пошта» оголосила Днем трауру.

### 2024
1 травня, в результаті удару російської балістичної ракети пошкоджене депо-1 і вантажне відділення № 4 «Нової пошти» в місті Одесі, працівники встигли сховатися в укриття і не постраждали. За повідомленням співвласника «Нової пошти» Володимира Поперешнюка всі 18 людей, які були на зміні, встигли сховатися в бомбосховище, за попередніми даними постраждало близько 900 відправлень.
1 вересня, в результаті масованого ракетного удару в місті Харкові було пошкоджено відділення «Нової пошти».
24 жовтня, за повідомленням начальника Донецької ОВА, російські терористичні війська завдали удару по відділенню «Нової пошти» в Олексієво-Дружківці на Донеччині. В результаті удару дві людини загинули, ще одна — отримала поранення.

### 2025
4 березня, близько 22:00, в результаті майже прямого влучання ворожого БпЛА типу «Shahed-136» було знищено відділення «Нової пошти» у передмісті Одеси. Ніхто з працівників чи клієнтів — не постраждав, адже в момент удару відділення було зачинене. У вогні знищено 606 посилок оголошеною вартістю понад 1 млн грн.
В ніч на 1 травня, російський БпЛА типу «Shahed-136» влучив у вантажне відділення «Нової пошти» в Одесі. Частина будівлі зазнала суттєвих руйнувань. В момент атаки відділення не працювало, в приміщенні відділення - працівників не було, відповідно, ніхто не постраждав.
4 травня, вночі, російський БпЛА типу «Shahed-136» поцілив у відділення і депо «Нової пошти» в місті Ізюмі на Харківщині. Внаслідок влучання виникла масштабна пожежа. В момент удару депо та відділення - не працювали.
30 травня, близько 01:30 (за київським часом), в результаті атаки російського БпЛА типу «Shahed-136» було зруйновано депо і відділення «Нової пошти» в м. Ізмаїлі на Одещині. Ніхто з працівників - не постраждав.

## Група
Група компаній NOVA — це холдингова компанія, що об'єднує українські та зарубіжні активи кіпрської NP Holdings Limited — компанії Нова пошта, NovaPay, Nova Digital, New Post Poland, New Post Moldova та інші.
Активи
- «Новапей» — небанківська фінансова установа, яка розвиває власну міжнародну платіжну систему NovaPay. Компанія за підсумками 2023 року є лідером ринку внутрішніх грошових переказів з часткою у 32 %[82].
- «Нова пошта Глобал» надає послуги з міжнародної експрес-доставки до понад 200 країн та територій світу. Заснована у 2015 році. Компанія пропонує послуги імпорту та експорту будь-якого об'єму літаками, вантажівками та морем[83]. «Нова пошта Глобал» розвиває сервіс міжнародних онлайн-покупок — NP Shopping. Так українці можуть купувати речі на закордонних сайтах інтернет-магазинів, які не мають прямої доставки в Україну. Для замовлення використовується місцева адреса складу Нової пошти Глобал. Для замовлення через сервіс NP Shopping уже доступні онлайн-магазини із семи країн: США, Туреччина, Велика Британія, Німеччина, Польща, Франція та Іспанія. У квітні 2022 році «Нова пошта Глобал» запровадила нову послугу «Речі з дому закордон», щоб допомогти 6 млн українцям, які евакуювалися в Європу, отримати власні речі з дому. Ця послуга дозволяє відправити посилку у 25 країн Європи зі знижками від 30 % до 75 %. З перших днів війни «Нова пошта Глобал» почала доставляти міжнародну гуманітарну допомогу із усього світу: США, Франції, Німеччини, Туреччини, Польщі, Литви тощо. Щодня 80-100 20-тонних автівок доставляли продукти харчування, ліки, одяг та взуття, засоби гігієни.
- «New Post Moldova» — лідер ринку експрес-доставки Молдови серед приватних компаній. Компанія доставляє у будь-який куточок Молдови за допомогою кур'єрів та розвиває мережу відділень та поштоматів по країні. Вже працює 19 відділень та 150 поштоматів[84].

## Соціальна відповідальність
Кожен рік компанія реалізує проєкти у сфері охорони здоров'я, освіти, екології, підтримує 10 з 17 Цілей сталого розвитку Організації Об'єднаних Націй.

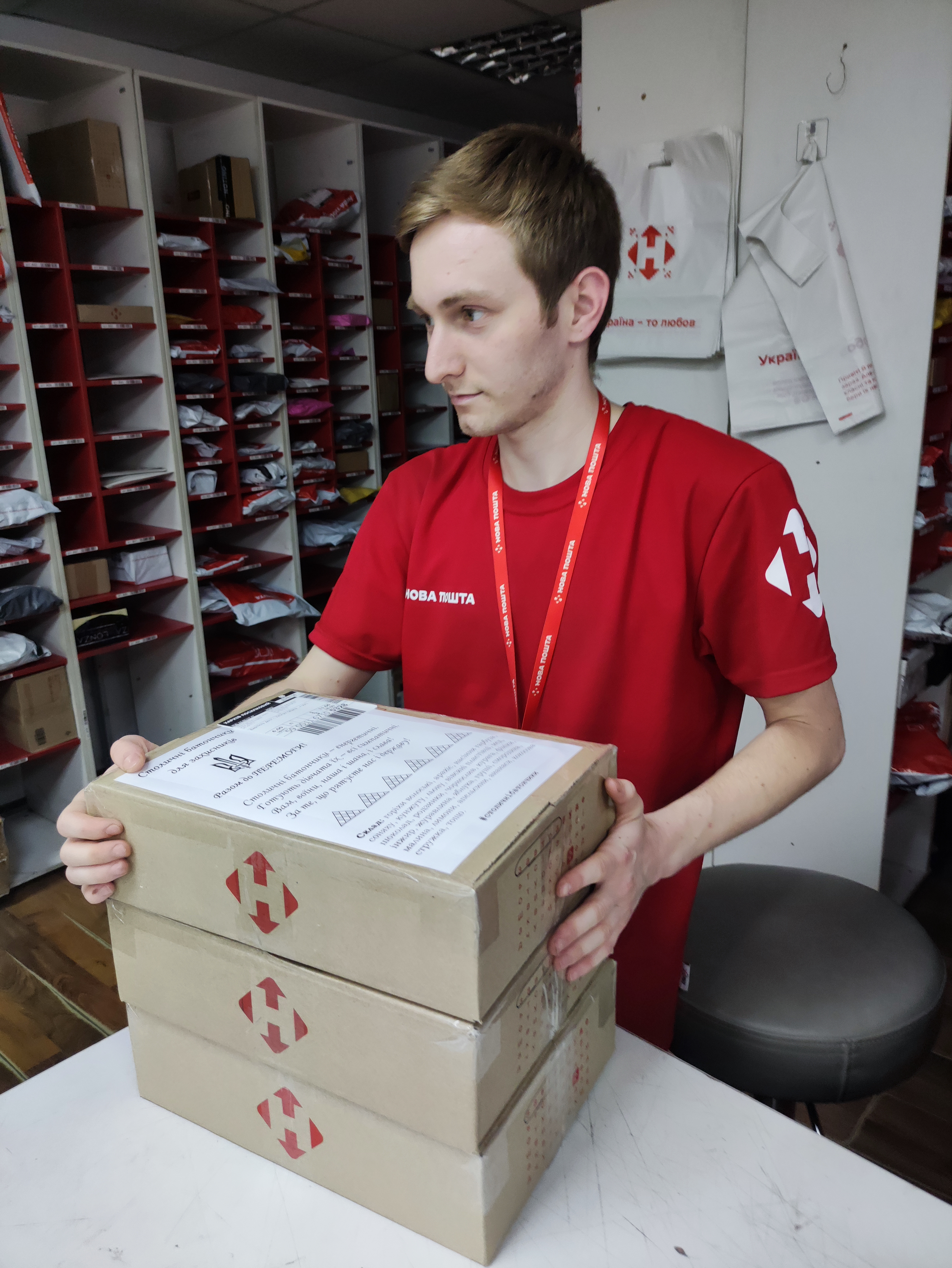
Працівник Нової пошти приймає до відправлення на Схід України посилки зі «столичними батончиками», червень 2024

«Гуманітарна Нова пошта» — флагманський соціальний проєкт компанії, започаткований у 2014 році. У рамках проєкту «Нова пошта» допомагає волонтерським організаціям безкоштовно доставляти допомогу військовим у зону дій. У рамках програми 116 волонтерських організацій, яким за 2020 рік компанія доправила понад 1720 тонн відправлень. За 7 років «Нова пошта» доставила до зони АТО сотні тисяч посилок вагою 19 тисяч тонн — це вага 380 танків. Станом на червень 2024 за повідомленням компанії до програми відправки гуманітарних вантажів коштом Нової пошти приєднались понад 2 500 благодійних організацій, у більш безпечні регіони спільно з національним проєктом Дія. Бізнес евакуювали 48 підприємств.
«Нова пошта марафон», «Нова пошта напівмарафон», «Марафон для всіх» — проєкти Нової пошти з підтримки бігового руху, бігові змагання у різних містах України. За 7 років компанія провела 58 напівмарафонів і марафонів, у яких взяли участь 70 тисяч осіб з усієї України та з-за кордону (Білорусі, США, Молдови, Канади та інших країн). Найменшому учаснику було 4 роки, а найстаршому — 73. У червні 2020 року відбувся наймасовіший онлайн-марафон, що увійшов до Національного реєстру рекордів України: 5 забігів, понад 5000 учасників з 24 областей України. У «Марафоні для всіх» кожен охочий міг подолати дистанцію за того, хто мріє про медаль марафонця, але не може бігати через вік, хворобу або інші життєві обставини.
«До Ба Ді» — розпочатий у 2020 році разом із партнерами проєкт допомоги людям старшого віку з невеликих міст та селищ з безплатного доставлення продуктових наборів. За 2 роки було доставлено 85 400 продуктових наборів для самотніх та соціально незахищених людей похилого віку по всій Україні.
З початком широкомасштабного російського вторгнення в Україну у 2022 році, «Нова пошта» започаткувала напрямок — Humanitarian Nova Poshta, у рамках якого компанія власним коштом доставляє вантажі тим, хто перебуває у скруті та потребує допомоги.
З перших днів війни включилася у допомогу країні, створила та допомагає евакуювати бізнес у відносно безпечні регіони країни — зі сходу на захід. Також «Нова пошта» разом із Дія. Бізнес започаткувала та впровадила програму евакуації бізнесу з гарячих регіонів і спокійні міста країни і щотижня перевозить нові компанії.
11 серпня 2022 року у Києві стартував «Ультрамарафон вдячності». Рятувальник ДСНС України Володимир Сковородка пробіг 850 км від Києва до Варшави, щоб подякувати польському народу за підтримку України під час війни та зібрати кошти на закупівлю сучасного обладнання для розмінування водойм в Україні. Адже Україна наразі — одна із найзамінованіших територій світу, більше третини її території.
Ультрамарафон тривав 14 днів і 24 серпня 2022 року Володимир Сковородка фінішував у столиці Польщі. Маршрут пролягав через 5 українських і 5 польських міст: Київ ― Житомир ― Рівне ― Луцьк ― Ковель ― Хелм ― Люблін ― Гарволін ― Вйонзовна ― Варшава. Проєкт організували «Нова пошта», благодійний фонд «Українські вогнеборці» та ГУ ДСНС України.
У грудні 2022 року коштом «Нової пошти» встановлене бетонне укриття в Харкові.
У 2022 «Нова пошта» ініціювала нагороду «Варті», якою щорічно відзначаються українські волонтери, благодійні фонди та громадські організації.
1 червня 2023 року разом з фондом «Повернись Живим» був розпочатий збір на модернізацію зв'язку та розгортання у силах ППО рухомих командних пунктів. Виготовлене в рамках проєкту «Запакуй небо — прокачай ППО» обладнання призначене для допомоги українським воїнам за лічені секунди реагувати на небезпеку. Проєкт тривав з 1 червня до 26 грудня 2023 року і за цей період було зібрано понад 330 млн грн, з яких 183,6 млн грн внесла Нова пошта.
23 серпня 2024 року, у Києві, за адресою вул. Дорогожицька 4, «Нова пошта» відкрила перше в Україні поштове відділення «без бар'єрів». Серед інших воно вирізняється тим, що є зручним для всіх людей — як для батьків з дитячими візочками, так і для людей на кріслах колісних, інших маломобільних груп, людей з порушеннями зору або слуху тощо. У планах «Нової пошти» на найближчий рік — масштабування та розширення рішень безбар'єрності в кожній фізичній точці сервісу. Компанія хоче зробити свої простори доступними для всіх груп населення, включно з ветеранами, воїнами на протезах, батьками з дітьми, людьми старшого віку, людьми з порушеннями зору та слуху, власниками домашніх тварин тощо.
21-22 вересня 2024 року на території Національного експоцентру в Києві пройшов Перший безбар'єрний марафон Нової пошти. У заході взяли участь понад 5000 людей із 40 країн, серед яких було 500 представників маломобільних груп населення.

## Критика
Журналіст-розслідувач Євген Плінський, який досліджував схеми роботи брендів «Розетка» і «Нова пошта», назвав їх головними майданчиками тіньового ринку продажів в Україні. При купівлі накладеним платежем через «Нову пошту» продавець отримує гроші післяплатою від фізичної особи без видачі чеку і сплати податків.
У 2021 році «Нова пошта» отримала штраф у розмірі 325 млн грн за відмову компенсувати клієнту вартість розбитого акваріума. У листопаді 2021 року клієнти компанії скаржилися, що їм надходять помилкові повідомлення про прибуття посилок до відділення. У грудні 2021 року клієнт отримав пошкоджену коробку та виявив, що вміст посилки було викрадено. У тому ж місяці до компанії надходили масові скарги про не отримання новорічних посилок, бо ті «застрягли» в інших країнах.
17 травня 2023 року, орієнтовно близько 20:00 (за київським часом), в роботі «Нової пошти» стався масштабний збій, який відчули користувачі по всій Україні. Проблеми спостерігаються в роботі мобільного застосунку. Окрім того, неможливо було отримати доступ до офіційного сайту сервісу. Були також проблеми з тим, щоб отримати, сплатити чи надіслати посилки.

## Відзнаки
За версією MPP Consulting «Нова пошта», станом на травень 2021 року, входить до ТОП-3 найдорожчих брендів України.
2023 року компанія зайняла 4 місце в рейтингу найкращих роботодавців за оцінкою журналу «ТОП-100. Рейтинги найбільших» видання Delo.ua.